# کوسامونو و شیتاکوسا
|                                  |  |                                                                               |
| کوسامونو با سرخس، خزه و توت‌فرنگی |  | شیتاکوسا با گیاه سوسن پلانتین (جلو سمت چپ) به عنوان بخشی از نمایش رسمی بونسای |

کوسامونو (انگلیسی: Kusamono) (به ژاپنی: 草物) به معنای علف‌گونه و شیتاکوسا (انگلیسی: Shitakusa) (به ژاپنی: 下草)، به معنای چمن زیر، گیاهان زینتی ژاپنی هستند. یک کوسامونو به‌طور جداگانه نمایش داده می‌شود، برای نمونه در تماشاگه و گیاه در مرکز توجه قرار دارد. وقتی به‌عنوان گیاه همراه با بونسای عمل می‌کند، آن را شیتاکوسا می‌نامند.
هر دوی کوسامونو و شیتاکوسا در گلدان یا روی تکه‌ای از چوب یا سنگ قرار می‌گیرند. گونه‌های گیاهی مورد استفاده اغلب متناسب با فصل است. گونه‌های رایج گیاهان شامل چمن، سرخس، خزه، گلسنگ، گل‌های کوچک، بامبو و گیاهان پیازی هستند. ظاهر بونسای با داشتن یک شیتاکوسا و همچنین اندازه گلدان بر انتخاب گیاه تأثیر می‌گذارد.